# Ђаволи (музичка група)
Ђаволи, познати и као Нено Белан и Ђаволи су били југословенски и хрватски поп и рок музики састав, основан 1984. године у Сплиту. Оригиналну поставу чинили су Нено Белан (вокал и гитара), Игор Кметић (саксофон), Драгиша Мандић (бас гитара) и Жељко Хајсок (бубњеви).

## Историјат групе
Бенд је основан 1984. године, а фронтмен групе био је Нено Белан, гитариста и певач. Бенд је добио име по песми Рока Гранате, белгијског музичара. Први наступ ђаволи су одржали у Сплиту 27. децембра 1984. године у једриличарском клубу „Било јидро”, када су изводили туђе песме из шездесетих година. Саставу се након тога прикључио Роберт Чалета Чарли, који је предложио да отворе клуб, где су наступали током лета 1985. године. Убрзо након тога музичка група се усталила у постави Белан, Мандић, Кнетић, Златко Воларевић Дилајла (клавијатуре) и Деан Радовниковић Гризли (бубњеви). Након првих снимака, Југотон им је понудио сарадњу, па су објавили демо сингл са песмама „Куцај опет”, „Звуци улице”, „Вечерас”, „Небо вража осмијехе”, а продуцирао их је Жељко Бродарић Јапа. Песма „Куцај опет” је обрада песме „Keep A'Knocking”, са којом су наступили први пут на телевизији у емисији „Стереовизија”.
Средином 1986. године Ђаволи су објавили деби ЛП под називом „Љубав и мода”, назван по истоименом филму из 1960. године. Публику су освојили песамама „Ђири ђири”, „Причај ми о љубави”, „Бала бала” и „Била крила галеба”. Убрзо су почели да свирају по читавој СФРЈ, а највише по факултетским игранкама, где су нарочито били популарни због великог броја страних хитова које су изводили. Аутор музике био је Нено Белан, док је текстове писао Роберт Чалета Чарли.
Другу плочу у продукцији Жељка Бродарића Јапе, под називом „Хало лулу 22”, бенд је објавио 1987. године за Југотон, а са ње су се издвојиле песме „Стојин на кантуну”, „Бамбина”, „Даниљ убави” и друге. Уочи трећег студијског албума Остани уз мене, Ђаволе напушта Дилајла који прелази у Црвену јабуку, а мења га Драган Лукић. Нови бубњар Ђавола у то време постао је Матко Пертић, уместо Деана Радовниковића. Албум Остани уз мене објавили су за Југотон 1988. године.. Освојили су прво место на фестивалу у Сплиту 1989. године, а исте године објавили компилацијски албум „Баладе — Када се нађем у предјелу ноћи”, са којег се истакла песма „Дуго, топло љето”.
Почетком 1990. године имали су двомесечну турнеју у Русији, након чега се Белан посветио соло каријери. Године 1991. објавили су макси сингл „Рок галама”, а опроштајни концерт одржали на почетнку Нове 1993. године у Хард рок кафеу у Загребу.
Средином 1998. године састав се поново окупио у постави Нено Белан (вокал), Игор Кметић (саксофон), Драгиша Мандић (бас гитара), са новим члановима као што су Лео Румора (бубњеви), Оља Дешић (гитара) и Ведран Крижан (клавијатуре). Исте године објавили су четврти студијски албум Space twist за Далас рекордс. На сплитском фестивалу извели су песму „Ивона”, где су освојили треће место, са песмом „Немој мислит да је крај”. Учествовали су на задарском фестивалу исте године. Бенд је након тога расформиран, а Белан је наставио рад у Ријеци са музичком групом Флуменси.
Током 2009. године Ђаволи су добили двоструку награду Порин. У категорији бр. 35 (најбољи компилацијски албум), за албум The Ultimate Collection и у категорији бр. 36 (најбољи тематско-историјски албум), за компилацијски албум Đavoli 3CD Box.
Године 2010. објављена је компилација Ђавола под називом Најљепше љубавне песме, а 2016. Greatest Hits Collection, обе за Кроација рекордс. ‎ ‎

## Дискографија

### Албуми
- 1986. Љубав и мода - (Југотон)
- 1987. Хало Лулу 22 - (Југотон)
- 1988. Остани уз мене - (Југотон)
- 1998. Space twist (Далас рекордс)

### Компилације
- 1989. Баладе - Када се нађем у предјелу ноћи , (Југотон)
- 2008. Тhe ultimate collection — Нено Белан & Ђаволи (Кроација рекордс)
- 2008. Ђаволи 3CD Box - (Кроација рекордс)
- 2010. Ђаволи — Најљепше љубавне песме - (Кроација рекордс)
- 2016. Нено Белан и Ђаволи — Greatest Hits Collection - (Кроација рекордс)

### Синглови
- 1985. Куцај опет (Keep a knockin') (Југотон)
- 1986. Причај ми о љубави/Ђири-ђири (Југотон)
- 1987. Стојим на кантуну/Волим је (Југотон)
- 1988. Остани уз мене/Бла-бла (Југотон)
- 1988. Talk to me (Причај ми о љубави) (Југотон)
- 1991. Рок галама / Rock'n'roll party / Касно је за нас / The Last Goodbye (Југотон)

## Фестивали

### МЕСАМ:
- Бамбина,бамбина, трећа награда публике, '86
- Cha, cha, '88
- Мирише југо, '89

### Сплит:
- Вечерас, '88
- Дуго, топло љето, победничка песма (прва награда стручног жирија, друга награда публике и награда за најбољи аранжман), '89
- А гдје си ти, '90
- Дуго, топло љето (Вече сплитских бисера), '90
- Ивона, трећа награда публике, '98

### Мелодије хрватског Јадрана, Сплит:
- Јагоде и чоколада, '98

### Задар:
- Немој мислит' да је крај, '98